# تنوع النظام البيئي

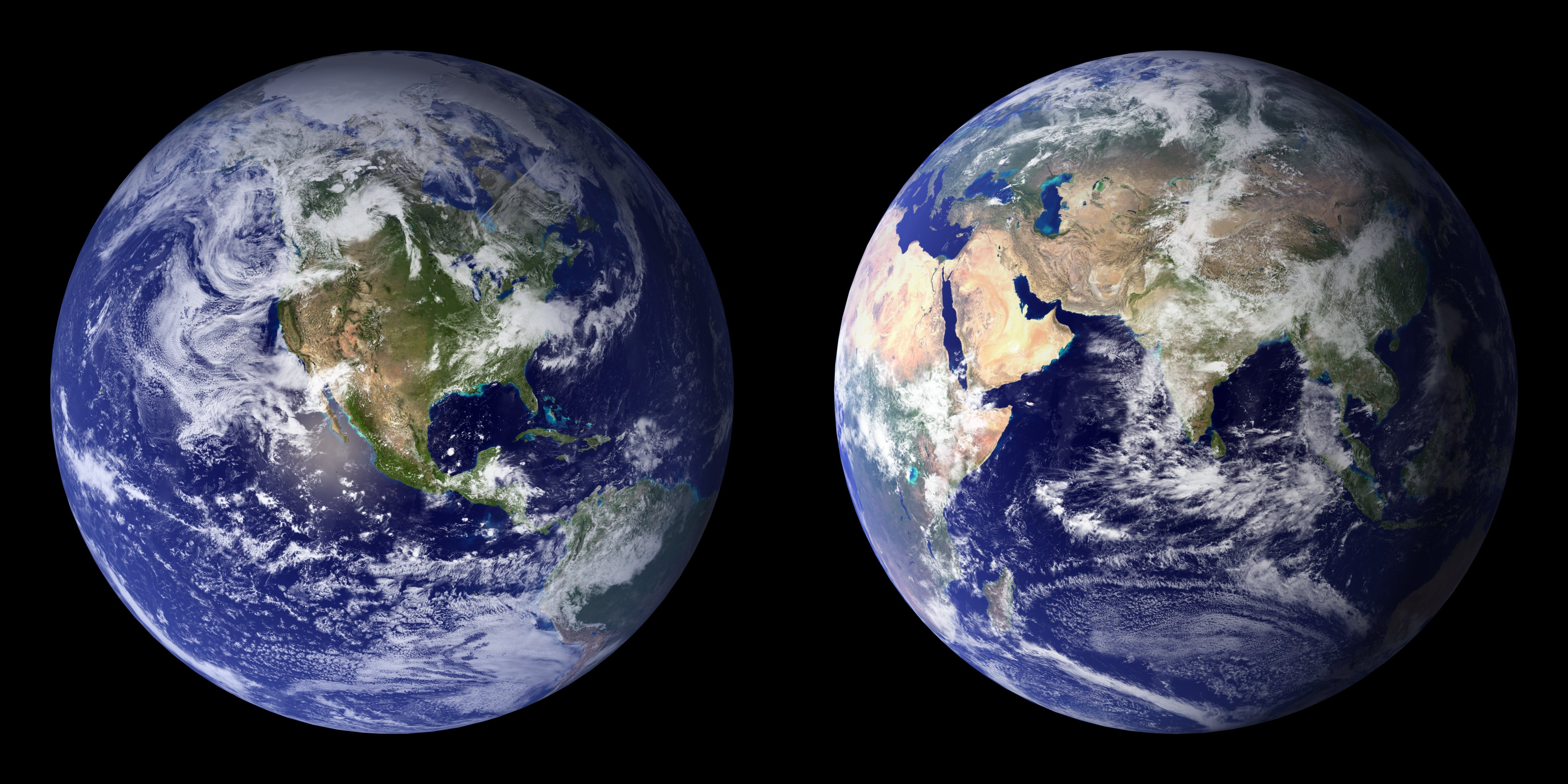
يحوي كوكب الأرض العديد والعديد من الأنظمة البيئية المتنوعة.

يرتبط تنوع النظام البيئي بمختلف الأنظمة البيئية ضمن موقع جغرافي معين، بالإضافة إلى تأثيره العام على الوجود البشري والبيئة.
يُعد تنوع النظام البيئي أحد أشكال التنوع الحيوي، ويمثل تنوع الأنظمة البيئية الموجودة في منطقة معينة، أو تنوع الأنظمة البيئية  على كوكب الأرض ككل. تكمن أهمية التنوع الحيوي بدوره في تنقية المياه وتغيير المناخ وتزويد الجنس البشري بالغذاء. يضم التنوع البيئي كلًا من تنوع النظام البيئي الأرضي وتنوع النظام البيئي المائي.
قد يُعنى التنوع البيئي أيضًا بتباين تعقيد المجتمع الحيوي بما في ذلك عدد من المكامن البيئية وعدد من المستويات الغذائية بالإضافة إلى مجموعة من العمليات البيئية. قد يكون أحد أمثلة التنوع الحيوي على نطاق عالمي تنوع الأنظمة البيئية مثل الصحاري والغابات والحقول والأراضي الرطبة والمحيطات. يُعد التنوع البيئي النطاق الأوسع بين أنماط التنوع الحيوي، وضمن النظام البيئي الواحد أهمية كبيرة لكل من الأنواع والتنوع الوراثي.

## تأثيره
يُعد التنوع في الأنظمة البيئية مهمًا للوجود البشري لعدد من الأسباب، إذ يُعزّز التنوع في النظام البيئي توفّر الأكسجين من خلال عمليات التركيب الضوئي بين العضويات النباتية الموجودة في الموطن، ويُساعد النظام المائي في تنقية المياه من خلال اختلاف النباتات التي يستخدمها البشر. يزيد التنوع من أنماط النباتات التي تُعد مصدرًا جيدًا للأدوية والاستخدام البشري. ينتج عن قلة تنوع الأنظمة البيئية نتائج معاكسة أو سلبية.

## أمثلة
من الأمثلة عن الأنظمة البيئية شديدة التنوع:
- الصحاري
- الغابات
- الأنظمة البيئية البحرية الكبيرة
- الأنظمة البيئية البحرية
- الغابات القديمة
- الغابات المطرية
- التندرا
- الشعاب المرجانية
- الأحياء البحرية

## تنوع النظام البيئي كنتيجة للضغط التطوري
يمكن للتنوع البيئي حول العالم أن يرتبط مباشرة مع التطور والضغط الاصطفائي الذي يقيّد نتائج التنوع على الأنظمة البيئية في مختلف الأنماط الحياتية. تشكلت كل من التندرا والغابات المطرية والشعاب المرجانية والغابات المتساقطة نتيجة الضغط التطوري، حتى أن التفاعلات التطورية التي تبدو صغيرة قد تحمل تأثيرًا بالغًا على تنوع الأنظمة البيئية حول العالم. من أهم الحالات المدروسة عن هذا الأمر تفاعل النحل مع وعائيات البذور في كل قارات العالم باستثناء القارة القطبية الجنوبية.
أجرى روبرت برودشنايدر وكارل كرايلسهايم في عام 2010، دراسة عن الصحة والتغذية في مستعمرات النحل، وركّزت الدراسة على سلامة المستعمرة بشكل عام وتغذية النحل البالغ وتغذية اليرقات كآلية تأثير مبيدات الآفات والزراعة الأحادية والمحاصيل المعدّلة جينيًا، بغاية دراسة ومعرفة ما إذا كان للمشاكل بشرية المنشأ تأثير على مستويات التلقيح. أشارت النتائج إلى أن للنشاط البشري دور في تخريب كفاءة مستعمرات النحل. سيطال انقراض هذه الملقحات انقراض العديد من النباتات التي تُغذي البشر على نطاق واسع، وستكون هناك حاجة إلى إيجاد طرق تلقيح بديلة.
تُقدر قيمة الحشرات الملقحة للمحاصيل سنويًا 14.6 مليار من اقتصاد الولايات المتحدة، وقدرت تكلفة التلقيح اليدوي بدلًا من التلقيح بالحشرات 5,715 إلى 7,135 دولارًا في الهكتار الواحد كتكلفة إضافية. لن يقتصر الأمر على زيادة التكلفة المادية وإنما تراجعًا في كفاءة مستعمرات النحل مما يؤدي بدوره إلى تناقص التنوع الوراثي الذي أظهرت الدراسات صلته المباشرة مع بقاء مستعمرات النحل على المدى البعيد.